# Berthe Mayné
Berthe Antonine Mayné (Ixelles, 21 de julho de 1887 – Berchem-Sainte-Agathe, 11 de outubro de 1962) foi uma cantora de cabaré belga, conhecida por sobreviver ao naufrágio do RMS Titanic.

## Biografia
Berthe nasceu em 1887, em Ixelles, na capital belga. Vinha de uma família católica e pobre. Seu pai era metalúrgico e Berthe tinha quatro irmãs e dois irmãos. Dotada de uma voz bonita, Berthe começou a cantar em cafés e cabarés, o que desagradou sua família. Nos palcos, era conhecida como Bella Vielly.
Em um dos cabarés onde cantava ela conheceu e se tornou amante de Fernand de Villiers, um soldado francês que se alistou na Legião Estrangeira e foi enviado para o Congo Belga. No verão de 1911, ela conheceu um rapaz rico, ex-jogador de hóquei canadense, Quigg Edmond Baxter, enquanto cantava no café do Hotel Metrópole, de Bruxelas, e os dois logo se tornaram namorados.
Baxter a convenceu a voltar com ele para Montreal para os dois pudessem se casar. Assim, ele comprou uma passagem da primeira classe para o RMS Titanic que partiria em sua viagem inaugural para Nova Iorque. O casal embarcou no porto de Cherbourg-Octeville em 10 de abril de 1912 e por razões de discrição, ela viajou com o nome de Sra. Berthe de Villiers, ocupando cabine C-90 do convés C, perto da grande escadaria do navio, enquanto Baxter ocupava na cabine B-58, no convés B, com sua mãe, Hélène Baxter e sua irmã, Mary Hélène Douglas.
Quando o Titanic atinge o iceberg e a evacuação do navio é declarada, Berthe vestiu um longo casaco de lã sobre sua camisola e acompanha Baxter, até o bote numero 6, onde Hélène e Mary Hélène já estavam. Berthe se recusa a entrar em um primeiro momento, querendo retornar à cabine para buscar alguns bens pessoais, mas por fim é convencida por outra mulher no bote e embarca. Baxter não sobreviveu ao naufrágio. O bote de Berthe foi resgatado pelo RMS Carpathia pela manhã, desembarcando em Nova Iorque, em 18 de abril de 1912.
Berthe ficou alguns meses em Montreal, na casa da família de Baxter, retornando posteriormente para a Europa, onde retomou sua carreira, em Paris e depois novamente em Bruxelas. Berthe não se casou ou teve filhos.

## Últimos anos
Berthe acabou se aposentando e foi morar em uma casa confortável em Berchem-Sainte-Agathe, no subúrbio de Bruxelas. A família nunca se convenceu de que ela sobrevivera ao naufrágio do Titanic e que tinha sido noiva de um rico atleta canadense já que usara um nome falso para embarcar.
Berthe morreu em 11 de outubro de 1962, aos 75 anos. Foi só depois de sua morte que seus familiares encontraram fotos e documentos em uma caixa de sapatos, que comprovavam que ela fora passageira do Titanic e que tinha sido noiva de Quigg Baxter.